# Matthias Krenn

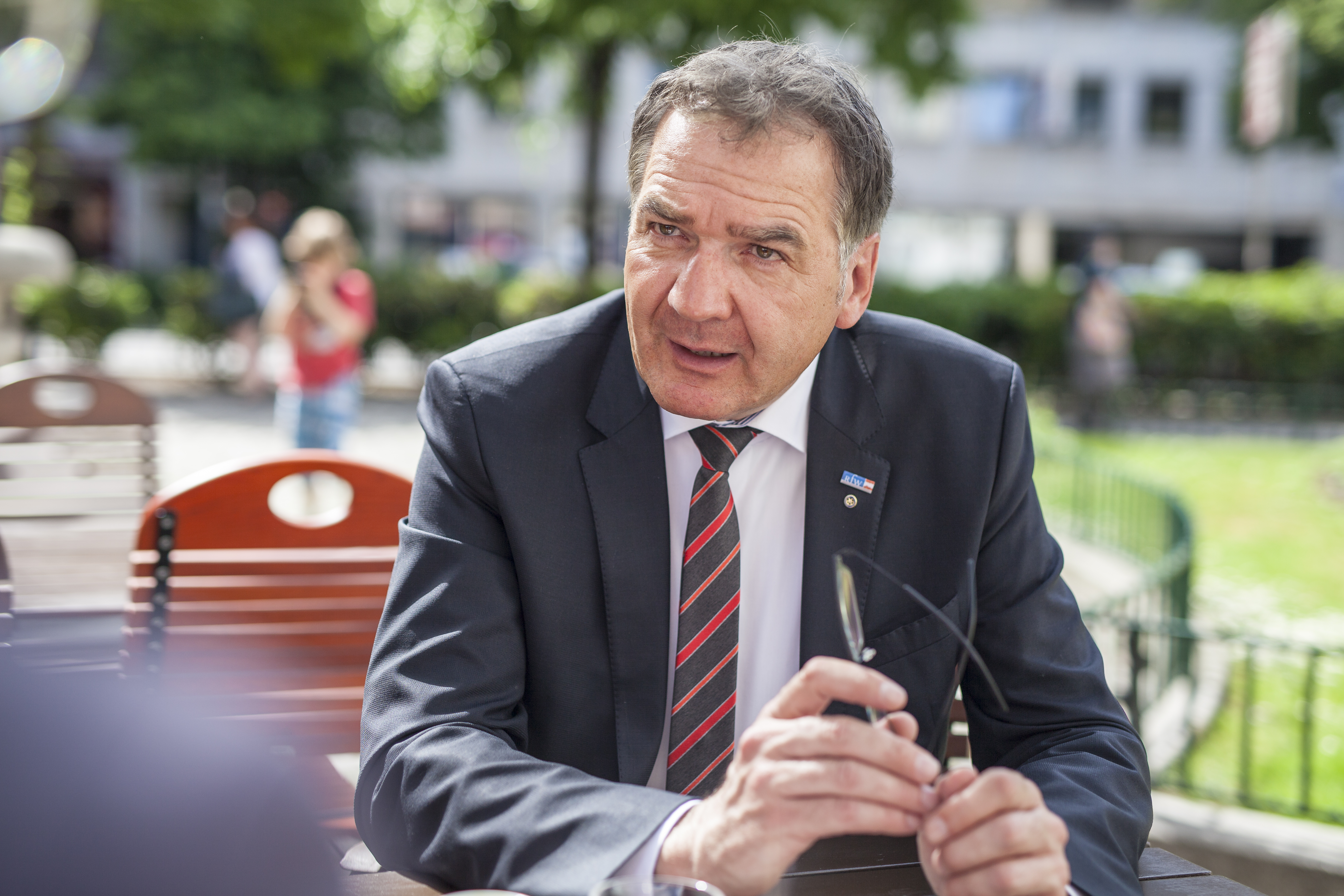
Matthias Krenn in 2016

Matthias Krenn (* 29. Jänner 1960 in Villach) ist ein österreichischer Politiker (FPÖ) und Unternehmer.

## Biografie
Nach den Pflichtschulen besuchte Krenn die Hotelfachschule Villach. Er übernahm 1980 den elterlichen Hotelbetrieb und einen Landwirtschaftsbetrieb in Bad Kleinkirchheim.
Im Jahre 1985 wurde er Mitglied des Gemeinderates von Bad Kleinkirchheim und zwei Jahre später Mitglied des Gemeindevorstandes. Von Juni 1990 bis Juni 1991 war er Mitglied des Bundesrates, von 1991 bis 1995 war er in der 26. und 27. Gesetzgebungsperiode Abgeordneter zum Kärntner Landtag.
Seit 1997 ist Krenn Bürgermeister von Bad Kleinkirchheim. Zuletzt wurde er bei den Gemeinderats- und Bürgermeisterwahlen in Kärnten 2021 mit 64,4 % der Stimmen im Amt bestätigt.
Seit 2000 ist Krenn, mit 3-jähriger Unterbrechung von 2010 bis 2013, Vizepräsident der Wirtschaftskammer Österreich, von 2018 bis 2020 war er zudem stellvertretender Vorsitzender des Aufsichtsrates der Austria Wirtschaftsservice Gesellschaft. Seit 2014 ist Krenn Bundesobmann der Freiheitlichen Wirtschaft Österreich und seit 1993 deren Landesobmann in Kärnten.
Krenn war von 2010 bis 2019 Vorstandsmitglied im Hauptverband der Österreichischen Sozialversicherungsträger. Mit 1. April 2019 wurde er erster Obmann der neu gegründeten Österreichischen Gesundheitskasse (ÖGK). Seit 2020 ist er als Dienstgeber-Vertreter Vorsitzender des Verwaltungsrates der ÖGK, im halbjährlichen Wechsel mit einem Vertreter der Dienstnehmer.
Von 2019 bis 2020 leitete Krenn die Überleitungskonferenz des Dachverbandes der Sozialversicherungsträger. Im Januar 2020 übergab er die Vorsitzenden-Funktion an Peter Lehner, blieb aber Mitglied der Konferenz.
Im Jänner 2025 folgte ihm Peter McDonald als Obmann der ÖGK nach.

## Persönliches
Krenn ist verheiratet und hat einen Sohn.